# 魚津市立西布施小学校
魚津市立西布施小学校（うおづしりつ にしふせしょうがっこう）は、富山県魚津市長引野152（布施川西側の河岸段丘上）にかつて存在した小学校。

## 解説
魚津市の西布施地区を通学区域としていた。2016年（平成28年）4月に片貝小学校・吉島小学校と統合し、新たに「清流（せいりゅう）小学校」としてスタート。
黒沢校と小川寺校が合併した際に冬季間児童の通学が困難になる御影部落の児童を対象とした御影分校（2階建校舎）もかつて設置されていた。
閉校後、西布施小学校跡地には2017年に地域活性化センター『西布施交流館』が建てられた。

## 沿革
- 1873年
  - 10月、天神野新村関口三郎兵衛宅にて三谷小学校創立[4]。
  - 11月、布施爪村の佐々木徳右衛門宅にて静亮小学校創立[4]。
- 1876年11月、長引野又新村の長引野又新小学校（静亮小学校より分離）を引き継ぎ、長引野村元野清四郎宅にて温知小学校創立[4]。
- 1877年、小川寺村に生々小学校創立[5]。
- 1878年、蛇田村に耕文小学校創立[5]。
- 1887年4月、温知小学校を長引野又新小学校と改称[6]。
- 1889年4月、生々小学校と耕文小学校が合併し西布施第一簡易小学校に[4]、静亮小学校と長引野又新小学校（旧温知小学校）が合併して西布施第二簡易小学校になる[5]。
- 1890年1月、黒沢燈明堂地内に西布施第二簡易小学校新築落成[6]、。
- 1892年10月、西布施第一簡易小学校、西布施第二簡易小学校がそれぞれ西布施第一尋常小学校、西布施第二尋常小学校と改称[6]。
- 1895年4月、それぞれ小川寺尋常小学校、黒沢尋常小学校に改称[7]。
- 1920年7月6日、小川寺尋常小学校校舎新築落成開校（小川寺3,315番地）[8]。同日、黒沢尋常小学校校舎新築落成開校[9]。
- 1936年4月、小川寺、黒沢の両小学校を統合。西布施尋常小学校となる（校舎は旧教場をそのまま使用）。新校舎を小川寺観音山2,480、2,486、2,487番地に新築することが認可された[10]。
- 1940年、小川寺教場に高等科を置く。
- 1941年4月1日、西布施国民学校と改称[11]。
- 1944年
  - 9月、東京都の六郷国民学校から疎開（1945年10月31日に大部分の自動帰校、1946年3月全校帰校）[12]。
  - 11月、小川寺・黒沢の両教場を統合し、長引野152番地に校舎移転[13][11]。同年11月4日、御影分校設置[2]。
- 1947年4月、西布施村立西布施小学校と改称[14]。
- 1951年11月、講堂竣工[14]。
- 1952年4月、魚津市の市制施行に伴い、魚津市立西布施小学校と改称[14]。
- 1966年12月、鉄筋2階建て一部平屋建て校舎新築落成式（延床面積1,541.2m2、総工費39,300,000円）[15]。
- 1968年
  - 3月、御影分校廃校[16]。
  - 10月、校旗樹立[17]。
- 1974年7月、水泳プール竣工[17]。
- 1976年11月、体育館（600m2）新築落成[18]。
- 1992年、校舎大規模改修。
- 2016年3月27日、清流小学校への統合のため、閉校。